# ジェリー・ホワイト (政治活動家)
ジェリー・ホワイト（英: Jerry White、1964年6月7日 - ）は、アメリカ合衆国の政治活動家。男性。
地雷禁止国際キャンペーンのリーダーで、ノーベル平和賞の共同受賞者、サバイバーコープス(Survivor Corps)の創設者でもある。サバイバーコープスとは元の地雷生存者ネットワーク(Landmine Survivors Network)で、戦争犠牲者の生活の復帰を支援する、生存者による生存者のための世界初の組織である。

## 人物
エルサレムのヘブライ大学に留学していた1984年4月12日、イスラエル北部の国境付近をハイキングしていた際に地雷に足を踏み入れてしまい、片足を失った。テルアビブの病院に6カ月入院し、6回の手術を受け義足を付けての歩行を練習した。その後復学し、卒業後、サバイバーコープスの創設者として6億5千万人の障害者の人権を促進し、保護する人道主義法を立法化することに努めた。ダイアナ元イギリス王太子妃の最後の慈善活動となったボスニア・ヘルツェゴビナの地雷原への訪問において、手配と護衛に携わった。中東の地雷廃絶をヨルダン国王フセイン1世とヌール王妃と共に先陣に立って携わった。

## 受賞歴
初の国際連合協会ヒューマニタリアン賞（ポール・マッカートニーと元妻ヘザー・ミルズから受賞）、2001年ポール・G・ハーン賞（アメリカ障害者協会のリーダーシップ賞）、2000年モハメド・アミンヒューマニタリアン賞、2000年ブラウン大学ウィリアム・ロジャース同窓生賞、1999年インターナショナルリハビリテーションリーダーシップセンター賞、1997年地雷禁止国際キャンペーンにノーベル平和賞。

## 略歴
学歴はブラウン大学の学士号、ミシガン大学の経営管理学科修士課程、マウントサイナイ医科大学名誉博士号、ミシガン大学ロスビジネススクールでMBA取得、2005年その学校での学位授与式スピーチ。
妻のケリーと4人の子供とメリーランド州に住む。
地雷生存者ネットワークのディレクターになる以前は大量破壊兵器反対キャンペーンの活動家であった。ニューヨーク・タイムズ、ワシントンポスト、ウォールストリート・ジャーナル、ニューリパブリックのインタビューや執筆に携わった。核軍縮のウィスコンシンプロジェクトのアシスタントディレクター、リスクレポートの受賞した出版物の編集者、アメリカの障害者団体（Amputee Coalition of America）の役員を務めた。国連や上院議会の会議前に証言するなど、メディアに広範囲にわたって活動している。

## 著書
- 『I Will Not Be Broken: 5 Steps to Overcoming a Life Crisis』